# Free (álbum de OSI)
Free es el segundo álbum de la banda de rock progresivo OSI. Fue lanzado por InsideOut Music el 21 de abril de 2006 en Alemania, el 24 en el resto de Europa, y el 25 del mismo mes en los Estados Unidos.
El guitarrista Jim Matheos y el teclista Kevin Moore deciden trabajar en la continuación del álbum Officine of Strategy Influence. El batería Mike Portnoy regresa como músico de sesión en vez de ser miembro de la banda. Joey Vera reemplaza a Sean Malone en el bajo.
Free fue recibido por la crítica de forma positiva. Los críticos señalaron que el álbum era diferente de su predecesor, centrándose más en los teclados de Moore que en la guitarra de Matheos. Portnoy recibió elogios; la voz de Moore recibió diversas reacciones. Un EP titulado Re:Free fue lanzado el 24 de octubre de 2006, con remezclas de tres temas de Free.

## Antecedentes
Después del primer álbum de OSI, Office of Strategic Influence, publicado en 2003, Jim Matheos y Kevin Moore regresan a sus respectivos proyectos. Matheos publica el álbum FWX y realiza una gira con Fates Warning. Moore viajó de Costa Rica a Estambul, Turquía. En 2004, publicó el tercer álbum de Chroma Key, Graveyard Mountain Home, y compuso la banda sonora (publicada como Ghost Book) para la película de terror turca Okul. Matheos y Moore tenían tiempo en su agenda, por lo que deciden trabajar en el segundo álbum de OSI.

## Lista de canciones
Todas las letras escritas por Matheos y Moore, excepto donde se indique.
| N.º   | Título          | Duración |  |
| 1.    | «Sure You Will» | 3:46     |  |
| 2.    | «Free»          | 3:22     |  |
| 3.    | «Go»            | 4:16     |  |
| 4.    | «All Gone You»  | 5:15     |  |
| 5.    | «Home Was Good» | 5:03     |  |
| 6.    | «Bigger Wave»   | 4:32     |  |
| 7.    | «Kicking»       | 3:53     |  |
| 8.    | «Better»        | 4:06     |  |
| 9.    | «Simple Life»   | 4:00     |  |
| 10.   | «Once»          | 6:38     |  |
| 11.   | «Our Town»      | 3:20     |  |
| 46:40 |                 |          |  |

| Edición Especial |                           |          |  |
| N.º              | Título                    | Duración |  |
| 12.              | «OSIdea»                  | 3:33     |  |
| 13.              | «Set it on Fire» (Moore)  | 3:42     |  |
| 14.              | «Communicant»             | 3:47     |  |
| 15.              | «When You're Ready»       | 3:09     |  |
| 16.              | «Remain Calm» (Moore)     | 4:08     |  |
| 17.              | «Old War» (Akdeniz/Moore) | 1:06     |  |
| 18:45            |                           |          |  |

## Integrantes
- Jim Matheos - guitarra
- Kevin Moore - teclados y voz
- Mike Portnoy - batería
- Joey Vera - bajo en «Sure You Will», «Free», «All Gone Now», «Bigger Wave», «Kicking»
- Bige Akdeniz - guitarra y voces en «Old War»